# Murderworks
Murderworks är ett album av det finska bandet Rotten Sound.

## Låtlista
1. "Targets" - 1:59
2. "Void" - 0:44
3. "Revenge" - 1:50
4. "Lies" - 1:08
5. "Doom" - 1:48
6. "IQ" - 3:18
7. "Insects" - 0:28
8. "Seeds" - 2:21
9. "Suffer" - 0:11
10. "Obey" - 3:16
11. "Edge" - 1:40
12. "Lobotomy" - 2:41
13. "Insane" - 2:03
14. "Agony" - 5:06

## Medverkande
- Keijo Niinimaa (G) - sång
- Mika Aalto (Q) - gitarr
- Mika Häkki (H) - bas
- Kai Hahto (K) - trummor
- Mieszko Talarczyk - producent, gitarr på "Obey", sång på "Agony"